# Mario Martone
Mario Martone (Nàpols, 20 de novembre de 1959) és un director de cine, guionista i director de teatre italià. Ha dirigit diverses pel·lícules i obres de teatre al llarg de la seua carrera.
Algunes de les pel·lícules més conegudes dirigides per Mario Martone són L'odore del sangue (2004), Noi credevamo (2010), i Il giovane favoloso (2014), que tracta sobre la vida del poeta Giacomo Leopardi. A més del seu treball al cinema, Martone ha dirigit nombroses produccions teatrals.
El 2008 va obtindre el premi a la trajectòria en el Festival de Cine Italià de Madrid. Mario Martone va optar a la Palmera d'Or de la Mostra de València del 2023 amb Nostàlgia, amb la qual ja havia participat a concurs en el Festival de Cannes. No participava al festival valencià des de 1995 amb L'amor molest.

## Filmografia

### Cinema
- Morte di un matematico napoletano (1992)
- Rasoi – migmetratge (1993)
- Miracoli - Storie per corti, episodi Antonio Mastronunzio pittore sannita (1994)
- L'amore molesto (1995)
- I vesuviani, episodio La salita (1997)
- Teatro di guerra (1998)
- L'odore del sangue (2004)
- Noi credevamo (2010)
- Il giovane favoloso (2014)
- Capri-Revolution (2018)
- Il sindaco del rione Sanità (2019)
- Qui rido io (2021)
- Nostalgia (2022)
- Fuori (2025)

### Televisió
- Tango glaciale (1983)
- Perfidi incanti (1985)
- Il desiderio preso per la coda (1986)
- Il barbiere di Siviglia (2020)

### Videoteatreo
- Foresta nera (1982)
- Perfidi incanti (1984)
- Nessun dove - Studi su immagini di Napoli (1985)
- Il desiderio preso per la coda (1986)
- Prologo a Ritorno ad Alphaville (1987)
- I Persiani (1990)
- Finale di partita (1996)
- Una disperata vitalità (1998)
- I dieci comandamenti (2001)
- Operette morali (2011)

### Documentals
- Nella città barocca (1984)
- Lucio Amelio/Terraemotus (1993)
- Veglia (1993)
- L'unico paese al mondo, episodi Voce all'intelligenza (1994)
- Badolato, 10 dicembre 1995. Per Antonio Neiwiller (1996)
- Una storia Saharawi (1996)
- Appunti da Santarcangelo (1998)
- La terra trema, co-dirigida per Jacopo Quadri (1998)
- Un posto al mondo (2000)
- Nella Napoli di Luca Giordano (2001)
- Caravaggio - L'ultimo tempo (2004)
- La meditazione di Hayez (2011)
- Laggiù qualcuno mi ama (2023)